# Phyllolabis golanensis
Phyllolabis golanensis là một loài ruồi trong họ Limoniidae. Chúng phân bố ở miền Cổ bắc.